# Nokere Koerse 1972
La Nokere Koerse 1972, ventisettesima edizione della corsa, si svolse il 17 marzo per un percorso di 150 km, con partenza ed arrivo a Nokere. Fu vinta dal belga Tony Houbrechts della squadra Salvarani davanti ai connazionali Ronny Vanmarcke e Willy Planckaert.

## Ordine d'arrivo (Top 10)
| Pos. | Corridore          | Squadra           | Tempo    |
| ---- | ------------------ | ----------------- | -------- |
| 1    | Tony Houbrechts    | Salvarani         | 3h43'00" |
| 2    | Ronny Vanmarcke    | Beaulieu-Flandria | a 3"     |
| 3    | Willy Planckaert   | Goldor-Ijsboerke  | a 35"    |
| 4    | Wim Prinsen        | Goudsmit-Hoff     | s.t.     |
| 5    | Dirk Baert         | Beaulieu-Flandria | s.t.     |
| 6    | Frans Brands       | Goldor-Ijsboerke  | s.t.     |
| 7    | Jaak De Boever     | Bic               | s.t.     |
| 8    | Jan van Katwijk    | Goudsmit-Hoff     | s.t.     |
| 9    | Robert Mintkiewicz | Sonolor-Lejeune   | s.t.     |
| 10   | Noël Vanclooster   | Watney-Avia       | s.t.     |